# Łopatynyci
Łopatynyci (ukr. Лопатиниці) – przystanek kolejowy w pobliżu miejscowości Łopatynci, w rejonie żmeryńskim, w obwodzie winnickim, na Ukrainie. Położony jest na linii Odessa – Lwów.